# Ntaré V.
Ntaré V. (2. prosinec 1947 – 29. duben 1972, jako Charles Ndizeye) byl v roce 1966 poslední král Burundi. Pocházel z dynastie Ntwero. Králem se Ntare V. stal na krátkou dobu poté co svrhl v roce 1966 svého otce krále Mwambutsu IV. Zanedlouho byl sám Ntare svržen vojenským převratem, který vedl Michel Micombero (pozdější prezident). Ntare odešel do exilu do NSR, ale v roce 1972 se vrátil do Burundi a byl zde zabit.

## Rodina
Ntaré byl mladším synem krále Mwambutsi IV. a královny Baramparaye. Jeho starším bratrem byl korunní princ Louis Rwagasore, který byl v roce 1961 zabit. Dále měl starší sestru Rose Paulu Iribagiza, která je od jeho smrti hlavou rodu a mladší sestru Reginu Kanyange.